# Escadron de chasse 1/4 Gascogne
L'escadron de chasse 1/4 Gascogne est une unité de combat de l'armée de l'air française. Basée sur la base aérienne 113 Saint-Dizier-Robinson, elle est équipée de Rafale B et est la seconde unité de l'armée de l'air à en avoir reçus. Les avions de cet escadron portent les codes 4-XX.
Le 1/4 est également l’escadron parrain de la promotion 69 des Classes de l’Air de l’EPA749 à Grenoble.
Le 1/91 Gascogne est rattaché depuis le 26 août 2015 à la 4e escadre de chasse qui a été reformée le même jour sur la base de Saint Dizier.

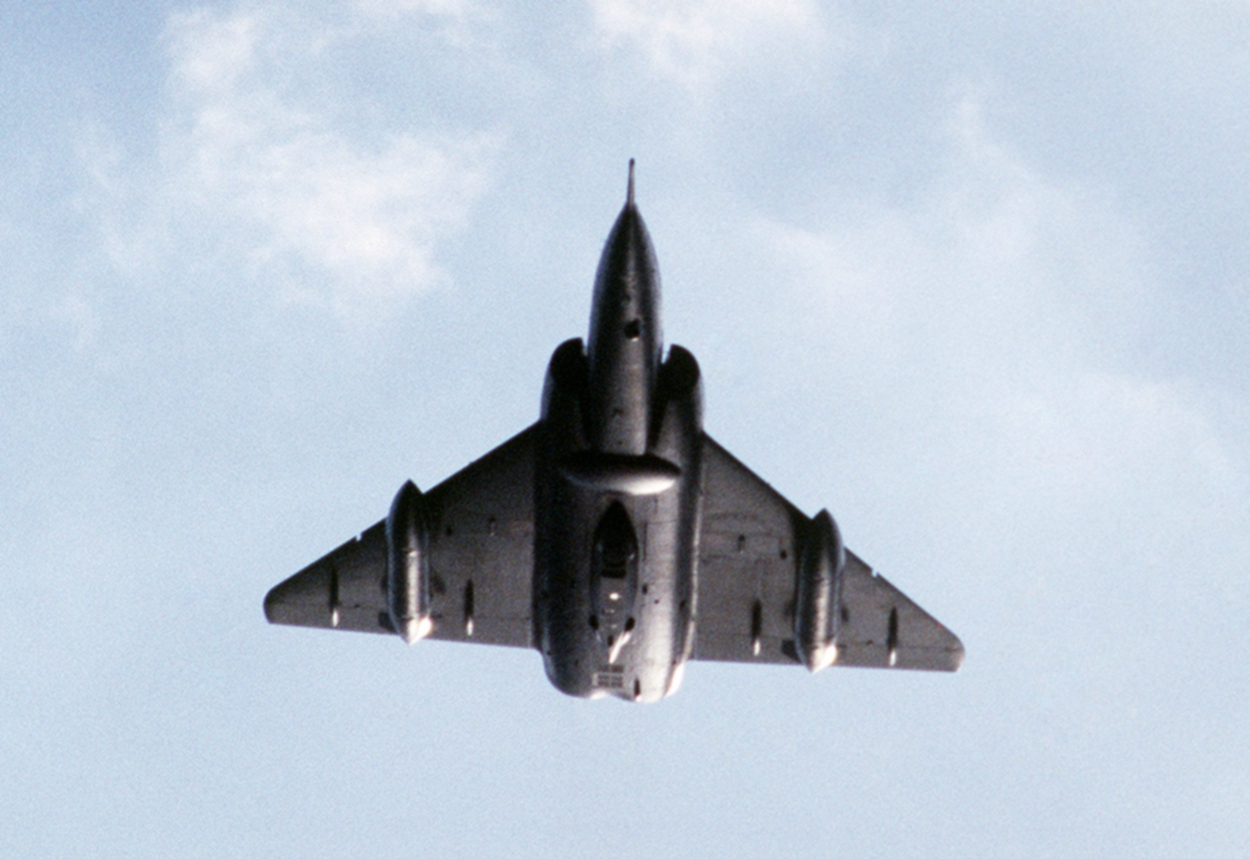
Un Mirage IV A de l'escadron de bombardement EB 1/91 "Gascogne" (immatriculation 31-BD) basé a la base aérienne 118 Mont-de-Marsan en décembre 1986.

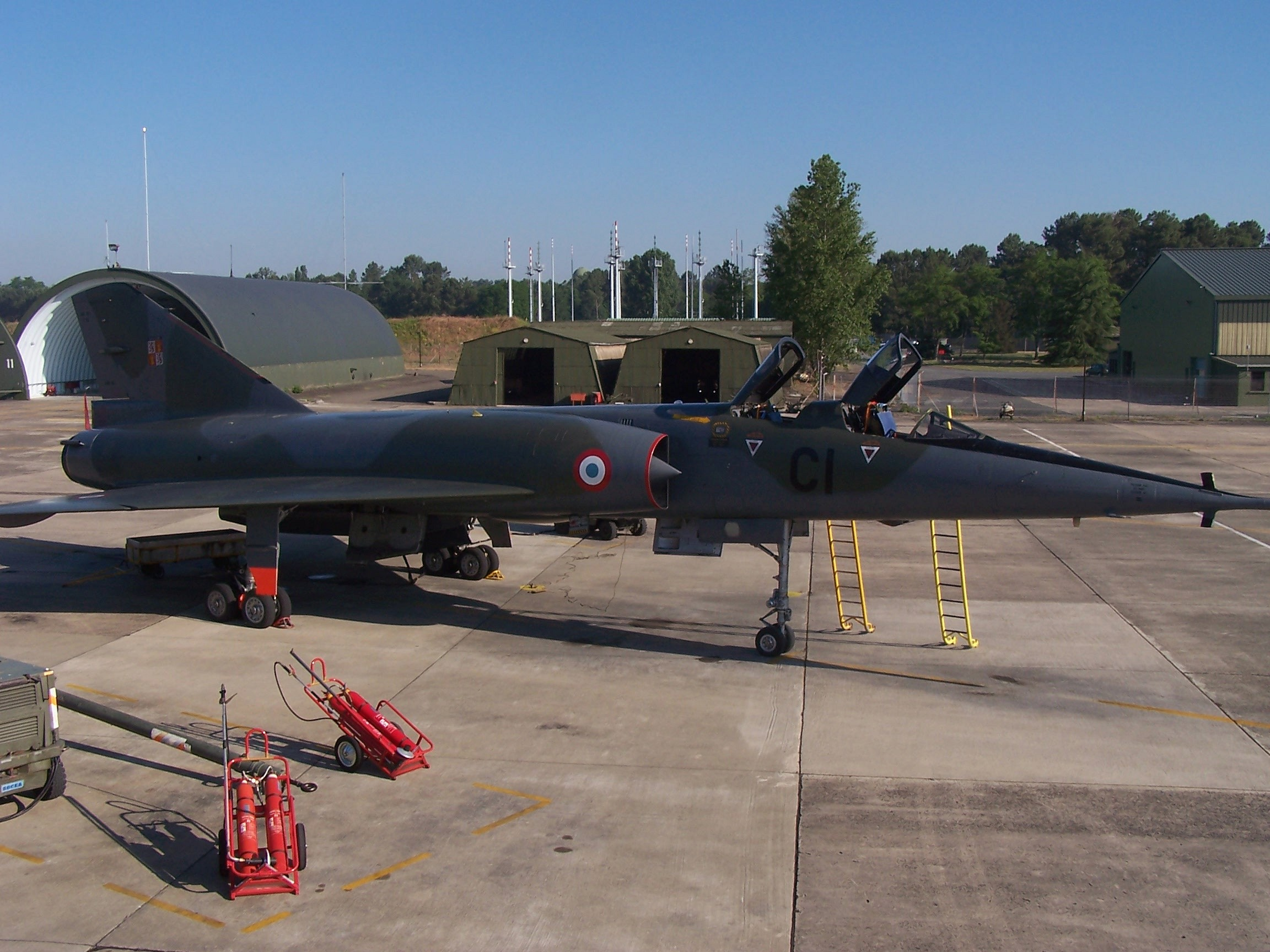
Mirage IV P de l'escadron de bombardement 1/91 Gascogne sur le tarmac. Le Mirage IV n°62 Codé CI est pris en compte par l'Armée de l'Air en janvier 1968, il est le dernier Mirage IV construit.

## Le temps de paix (1918-1939) et la constitution du groupe II/19
Le groupe de bombardement II/19, créé le 1er avril 1937, trouve ses origines dans les escadrilles de la Grande Guerre SAL 28 et SPA 79. En 1932, ces deux unités constituaient les escadrilles du camp de Cazaux : 1re escadrille, commandée par le Capitaine Barthe, et 2e escadrille du Capitaine Perronneau équipées respectivement de Nieuport 622 et Breguet 19 et de Breguet 19B.2. Chargées de mener des expériences de bombardement et de tir, ces formations donnèrent naissance en mars 1933 à une escadrille spécialisée dans la reconnaissance de nuit (1re escadrille) et une autre (2e escadrille), destinée à la reconnaissance de jour. Quatre mois plus tard, une note ministérielle permit à ces unités de reprendre les traditions de la SAL 28 et de la SPA 79, dont les insignes sont respectivement l’éléphant du Nil et la tête de loup en profil. Intégrées dans le groupe de grande reconnaissance de Cazaux elles furent dotées de Potez 25 TOE et de Mureaux 113R.2 en janvier 1935, pour être transformées à peine quelques mois plus tard, sur Potez 540.
Puis en octobre 1936, le groupe de Cazaux devint une unité de bombardement, et il rejoignit en janvier 1937, la base de Bordeaux-Mérignac où il fut incorporé le 1er avril de la même année à la 19e escadre, sous l’appellation de GB II/19. Dans le même temps, cette formation commença à passer, non sans de graves problèmes, sur Bloch MB.210. En mai 1939, elle prit le chemin de l’Afrique du Nord afin d’y effectuer des exercices de bombardement. Transitant par Tunis El Aouina, le groupe atteignit Oran le 20 de ce mois, puis partit pour Ksar Es-Souk, au Maroc. Le 26 août suivant, le II/19 rallia Sétif, en vue de faire face à toute agression italienne en Tunisie.
Aucun état de belligérance n’étant déclaré avec ce pays, le groupe fut ramené à Blida vers la fin de septembre 1939 et se trouva cantonné le mois suivant à Biskra, où il forma avec la 61e escadre le groupement d’instruction n°2. En mars 1940, une escadrille du II/19 gagna le Maroc afin d’y éprouver les Douglas DB-7 sur lesquels le haut commandement comptait transformer le groupe de bombardement. Le passage sur ce nouvel appareil s’effectua en avril-mai et, au milieu de ce dernier mois, le II/19 regagna la France, où les Allemands venaient de lancer leur grande offensive.
Le 20 mai, le groupe se retrouva à Évreux. Deux jours plus tard, ses missions de guerre débutèrent, en l’occurrence contre des colonnes ennemies qui empruntaient la route de Cambrai à Bohain. Les sorties se succédèrent dès lors et portèrent vers la fin de mai sur la région d’Abbeville et de la Somme, mais également sur Ham et Saint-Quentin. Le 2 juin, le groupe fut transféré sur le terrain de Pithiviers, d’où il poursuivit dès le 5 ses missions contre les forces allemandes lancées à l’attaque sur le front de la Somme et de l’Aisne. L’avancée ennemie se faisant alors menaçante, le II/19 rallia le 11 juin la base de Subdray, entre Bourges et Saint-Florent-sur-Cher, puis il gagna Agen (15 juin) et enfin, par Lézignan, l’Afrique du Nord. Arrivé à Blida, le II/19 partit pour Souk El Arba le 21 juin et s’y prépara à bombarder la Sardaigne, l’Italie étant entrée en guerre quelques jours auparavant. Une expédition sur Cagliari fut décommandée en raison de l’entrée en vigueur de l’armistice, le 25 juin, avec l’Allemagne et l’Italie.

## De l’armistice à l’entrée en guerre avec les alliés (20/06/1940-25/05/1944)
Maintenu en activité au sein de l’armée de l’air d’armistice, le GB II/19 fut placé en état d’alerte après les attaques britanniques contre Mers el-Kébir, en juillet 1940. En août de la même année, il gagna Meknès au Maroc, afin d’assaillir Gibraltar. Cette mission étant annulée, le groupe revint à Blida, qui devint sa base de rattachement. Ayant recomplété ses effectifs, il reçut l’appellation nouvelle de groupe de bombardement léger I/19 le 1er septembre 1940, tandis que ses 3e et 4e escadrilles devenaient respectivement 1re et 2e escadrilles. Les 23 et 25 septembre il fut partie prenante des attaques menées contre Gibraltar, puis il regagna Blida. Quand survint le débarquement allié en Afrique du Nord, en novembre 1942, le groupe ne participa que très peu à la résistance qu’opposa l’armée de Vichy aux Anglo-Américains. Basé à Rovigo, il attendit son réarmement par les Alliés et fut transféré à Colomb-Béchar au début de janvier 1943. Il y subit un long entraînement jusqu’en octobre de la même année, époque où il fut dissocié, certains de ses éléments étant expédiés à Constantine (1re escadrille), les autres à Sétif (2e escadrille).
Peu après commença un stage sur Martin B-26 Marauder et, le 21 février 1944, le I/19 prit dénomination de groupe de bombardement moyen I/19 GASCOGNE.
Ayant poursuivi son entraînement sur Martin B-26 tout au long des mois de février et de mars, le groupe gagna le 1er avril 1944 le terrain de Châteaudun-du-Rhumel et y forma une escadre de bombardement avec le groupe Bretagne et le GBM 1/22 Maroc, déjà engagés en opérations.

## Campagne d’Italie
Commandé par le commandant Secrétan, le GBM I/19 partit pour la Sardaigne, qui se trouvait aux mains des Alliés, le 15 mai suivant et effectua sa première mission de guerre un mois plus tard, en attaquant des voies de communication dans la région de La Spezia, en Italie. Les sorties se succédèrent alors, visant des ponts, des voies de chemin de fer, des gares et des routes situées dans la péninsule italienne. Elles se poursuivirent tout au long des mois de juin et de juillet avant de s’orienter, à partir d’août, sur le midi de la France en prévision du débarquement de Provence. La première mission sur le territoire métropolitain fut accomplie le 2 de ce mois, et, au cours de la deuxième, le 4 et 15 août, les B-26 du Gascogne s’en prirent au pont routier de Sisteron. Puis l’activité du I/19 se partagea entre la France et l’Italie.

## Campagne d’Allemagne
Au début d’octobre, le groupe rallia le midi et s’implanta dans un premier temps à Istres. Il gagna Lyon-Bron dès la mi-novembre afin de prendre part aux opérations menées depuis dans l’est du pays. La première mission conduite sur l’Allemagne eut lieu le 17 novembre et visa le pont ferroviaire de Neuenburg, sur le Rhin, entre Mulhouse et Colmar. Les objectifs qui furent désignés par la suite au I/19 furent soit des ponts, soit des gares, ou bien encore des casernes. Le mauvais temps qui régna en janvier, février et mars 1945 ralentit les sorties, et, le 19 mars, le GBM I/19 effectua sa dernière mission depuis Lyon-Bron. Il gagna alors Saint-Dizier et poursuivit ses actions sur l’Allemagne jusqu’au milieu du mois d’avril, époque à laquelle il participa à des raids contre la poche de Royan et de la pointe de Grave, tenues par les Allemands depuis le mois d’août 1944. La poche de Royan étant réduite, le groupe reprit ses sorties sur l’Allemagne jusqu’à la fin des hostilités.

## Dissolution du groupe
Stationnant en France pendant quelques mois, le I/19 s’installa à Mengen, en Allemagne, en septembre 1945 et fut dissous en avril 1946, alors qu’il se trouvait sous le commandement du commandant Forget.

## Reconstitution et guerre d’Indochine
Il fut reconstruit en janvier 1951 sous l’appellation de I/19 Gascogne en vue de sa participation aux opérations d’Indochine.
L’unité fut officiellement reconstituée en Indochine, sous l’appellation de groupe de bombardement I/19 Gascogne, et basée à Tourane. Équipée de Douglas B-26 Invader et sous le commandement de René Chesnais, elle effectua de nombreuses sorties opérationnelles sur l’Annam et fut engagée au Tonkin au début de l’année 1954, participant notamment à la bataille de Diên Biên Phu. Toujours cantonné à Tourane à la fin de la guerre d’Indochine, le Gascogne continua à s’y entraîner et fut dissous le 1er novembre 1955. Lors de cette campagne, plus de 21 000 heures de vol auront été effectuées, près de 13 000 tonnes de bombes larguées et 9 équipages auront été perdus.

## 2ereconstitutionet guerre d’Algérie
L’unité fut recréée le 1er septembre 1956 à Bône, sous l’appellation de groupe de bombardement 1/91, et prit part au conflit algérien. C’est sur la base de Bône-les-Salines que le groupe recevra son drapeau au cours d’une cérémonie présidée par le Secrétaire d’État aux Forces armées Air, M. Laforest et le Général Bailly, le 20 juin 1957. De nombreuses opérations sont menées conjointement avec les escadrons de chasse de l’armée de l’air stationnés en Afrique du Nord et l’Aéronavale.
Le 1/91 Gascogne accomplit plus de 9 000 missions représentant 24 000 sorties jusqu’en 1962 et totalisa 44 300 heures de vol. Rapatrié à Bordeaux lorsque les hostilités prirent fin en territoire algérien, le Gascogne fut à nouveau dissout le 17 septembre 1962.

## 3ereconstitutionet l’ère nucléaire

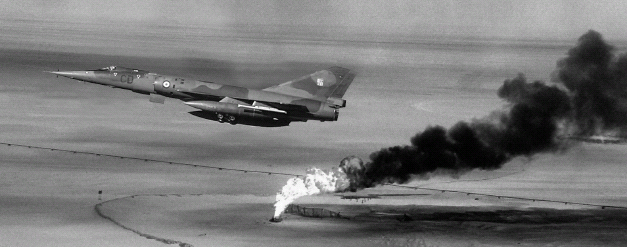
Mirage IV de l'escadron de bombardement 1/91 Gascogne en mission de reconnaissance au-dessus d'un champ pétrolier en flammes en 1991 à la suite de la guerre du Golfe.

Emblème du 1/91 Gascogne.

L’escadron de bombardement 1/91 Gascogne est reformé à Mont-de-Marsan le 1er juin 1964. Il est le premier escadron à capacité nucléaire, armé de Mirage IV, et il est déclaré opérationnel dès le 1er octobre suivant. Ce fut le « Gascogne » qui eut la charge d’effectuer un tir réel de l’arme nucléaire au Centre d'expérimentation du Pacifique. En effet, le 19 juillet 1966, après avoir décollé de la base d’Hao, l’arme fut larguée à 5 h 5 heure locale, sans aucun problème. Pour en arriver à ce résultat, le Gascogne s’entraînait intensément aux missions longue distance, aux bombardements supersoniques à haute altitude. Il doit d’autre part maintenir en alerte opérationnelle les moyens fixés par le centre opérationnel des Forces aériennes stratégiques (FAS).
En février 1965, une décision de l’État-Major de l'armée de l'air autorise l’escadron I/91 « GASCOGNE » à porter la fourragère attribuée à son prédécesseur, le Groupe de bombardement I/91 « GASCOGNE ».
Le 10 mai 1966, c'est un Mirage IVA n°36 de l'escadron 1/91 "Gascogne" qui effectue la première traversée transatlantique pour un avion de combat à réaction français avec aux commandes le Commandant Dubroca et le Capitaine Caubert en 7h40, depuis Mont-de-Marsan. Il aura fallu 3 ravitaillements en vol pour rallier la ville de Boston.
En 1968 les FAS se tournent vers le bombardement basse altitude qui devient la mission principale de l’escadron, le bombardement supersonique n’étant plus retenu que comme bombardement de remplacement.

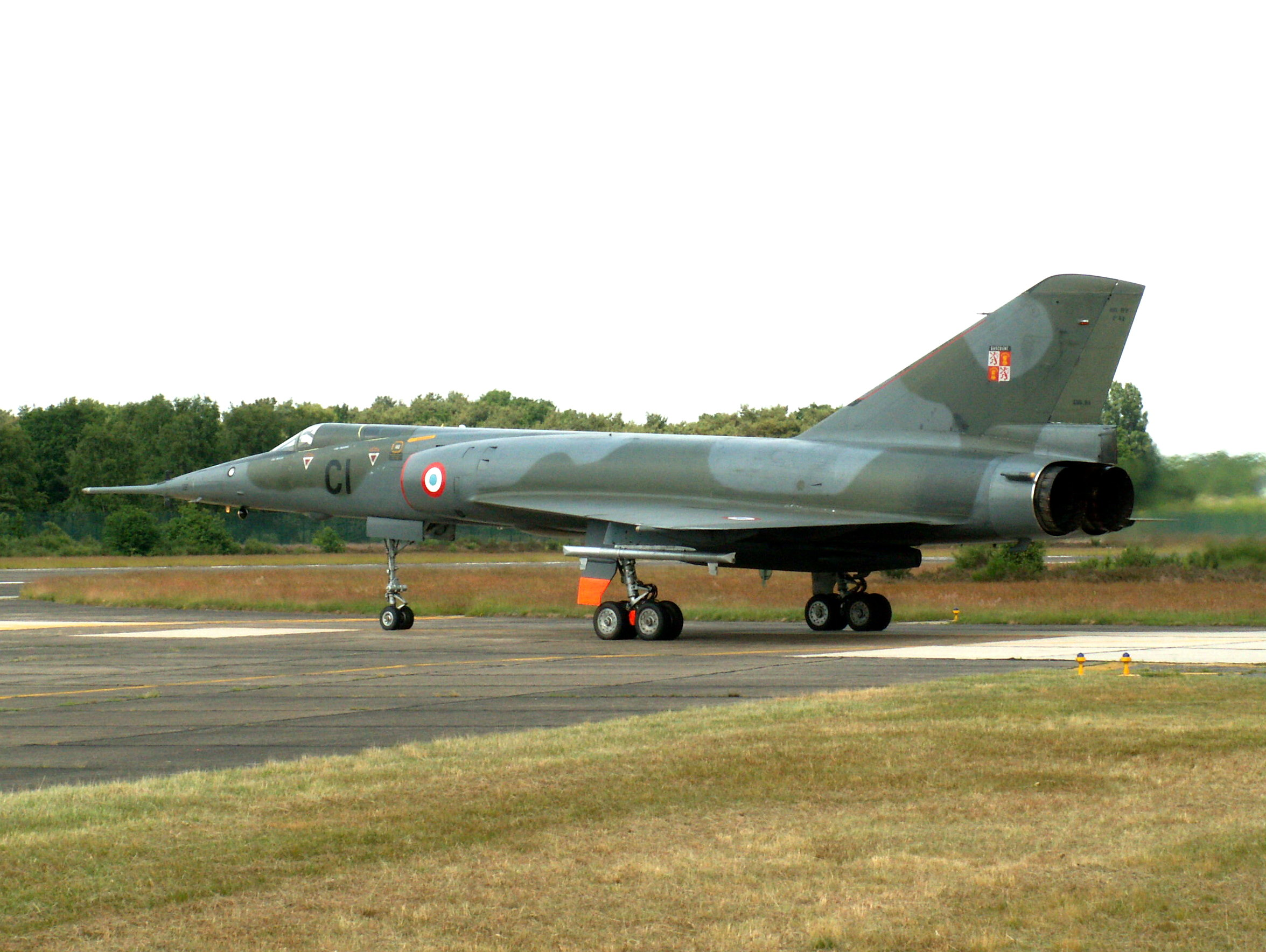
Mirage IVP du 1/91 sur la base belge de Kleine Brogel en 2005.

En 1986, l’EB 01.091 devient le premier escadron opérationnel sur le système d’armes Mirage IVP-ASMP et comprend 7 à 8 Mirage IVP.
En septembre 1992, à la suite de la dissolution de l’escadron de reconnaissance et d’instruction 01.328 de Bordeaux. Il hérite de la mission de reconnaissance stratégique.
Au printemps 1994, il participe à l’opération Crécerelle de maintien de la paix en Bosnie-Herzégovine en effectuant des missions de reconnaissance photographique au-dessus de ce territoire.

## Fin du Mirage IV

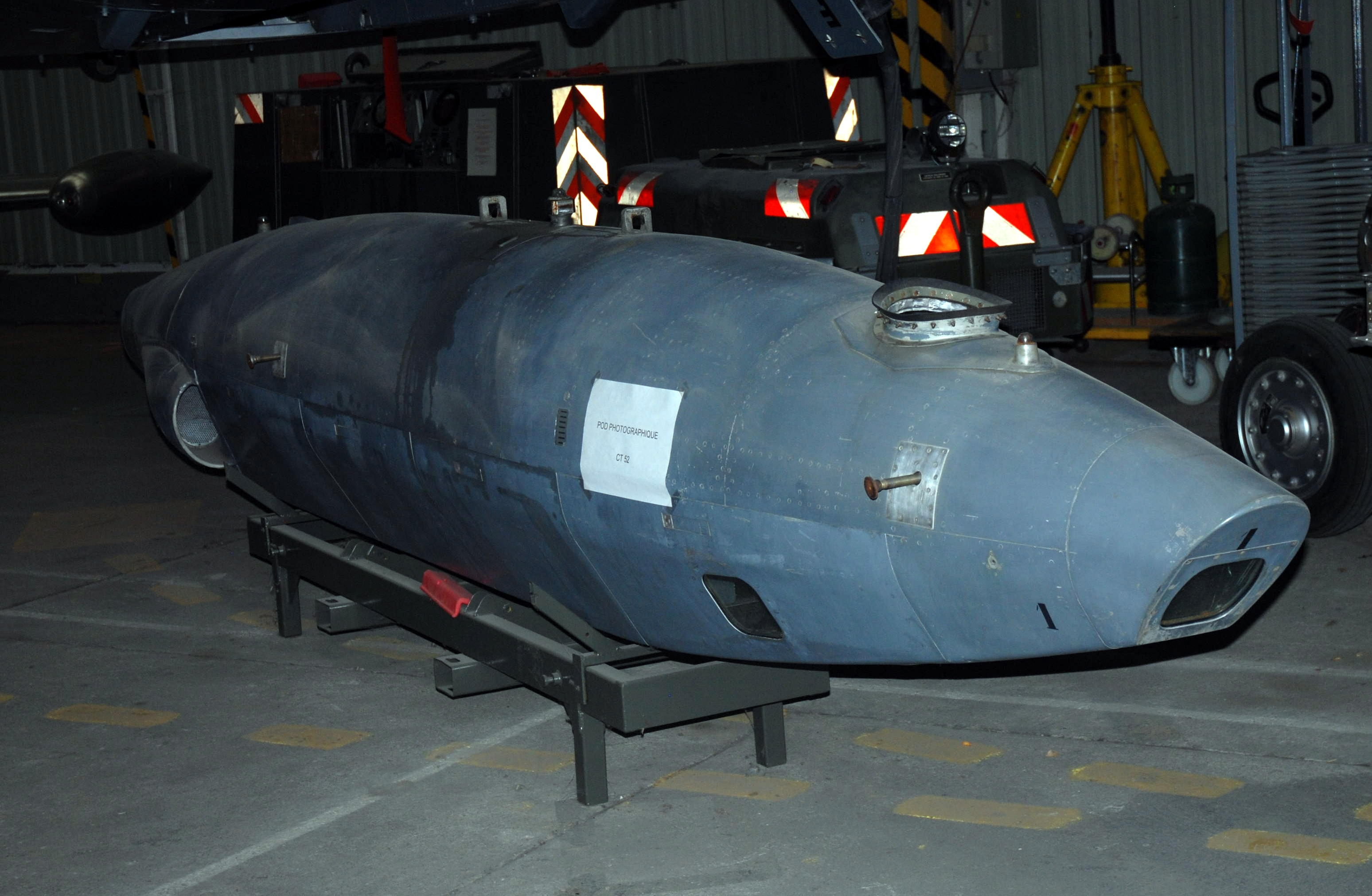
Pod de reconnaissance CT-52.

En 1996, l’État-major des FAS décide que les Mirage 2000N peuvent dorénavant assurer seuls la mission nucléaire. Les Mirages IVP n’ont maintenant qu’une seule mission : la reconnaissance stratégique lointaine qu’autorise, avec l’aide des ravitailleurs, la singulière endurance du Mirage IV. Le 1er juillet 1996, l’EB 1/91 devient escadron de reconnaissance stratégique, ERS. Équipé du conteneur photographique CT-52 et des caméras OMERA, le Gascogne a effectué depuis 1968 des missions de reconnaissance importantes comme celle du Tchad en 1974. D’autres missions telles que CONDOR en 1996 et 1997 depuis Djibouti au-dessus des îles Hanish en mer Rouge, ALADIN en Irak en 1998, HÉRACLES en 2001-2002 à la suite des attentats du 11 septembre, enfin TARPAN en 2003 pour des missions de surveillance au-dessus du territoire irakien, ont su démontrer les fonctions primordiales de l’escadron de reconnaissance stratégique (ERS) face aux menaces internationales.
L’ERS est dissous le 23 juin 2005 à Mont-de-Marsan. Ce même jour, le Mirage IV P n°59 effectue le dernier vol de Mirage IV de l'escadron et de l'armée de l'air, avec aux commandes le commandant Eric Pintat, chef des opérations du Gascogne. Cet appareil est aujourd'hui exposé sur la BA110 de Creil.

## Sur Rafale

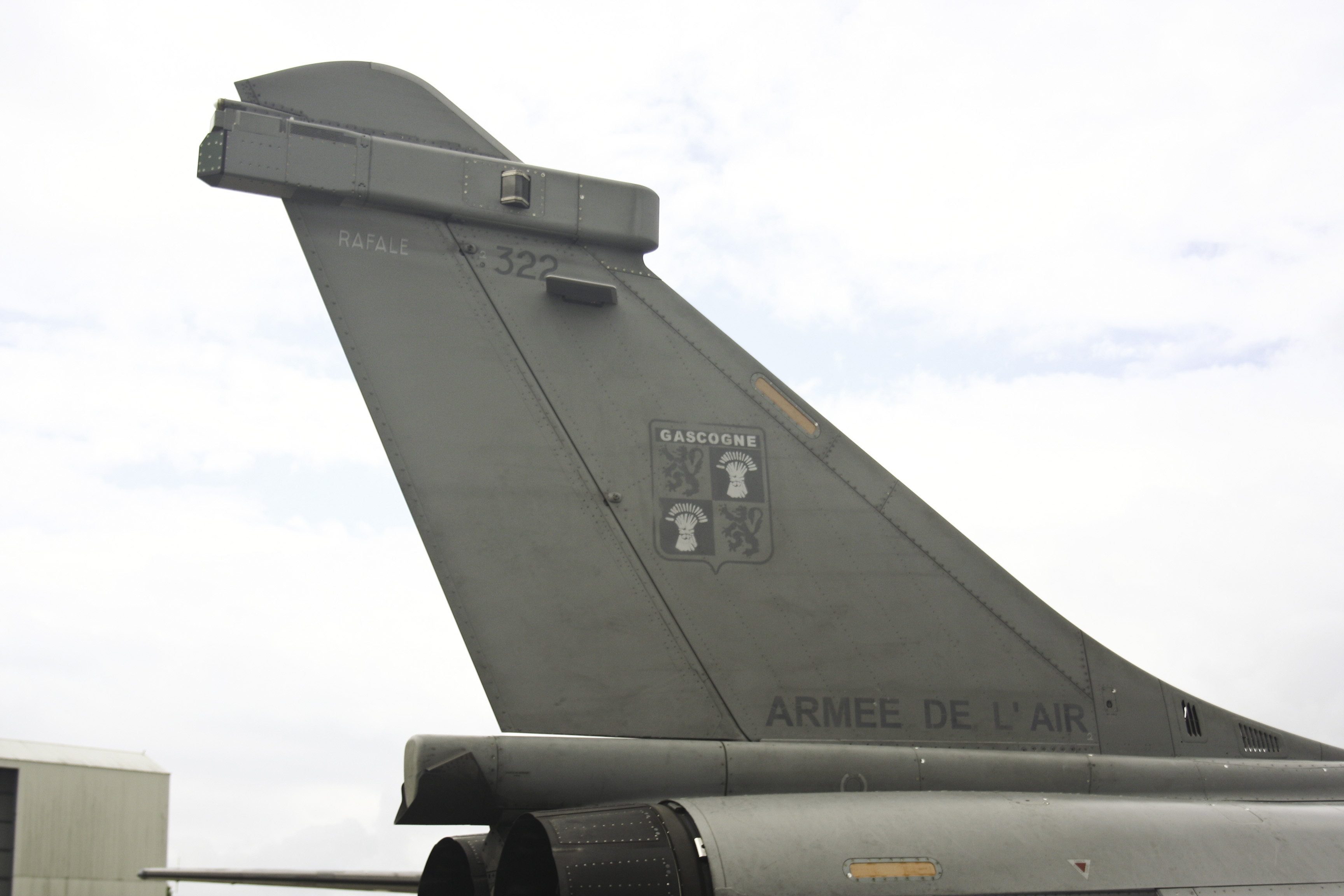
Rafale B322 porteur de l'insigne du 1/91 Gascogne

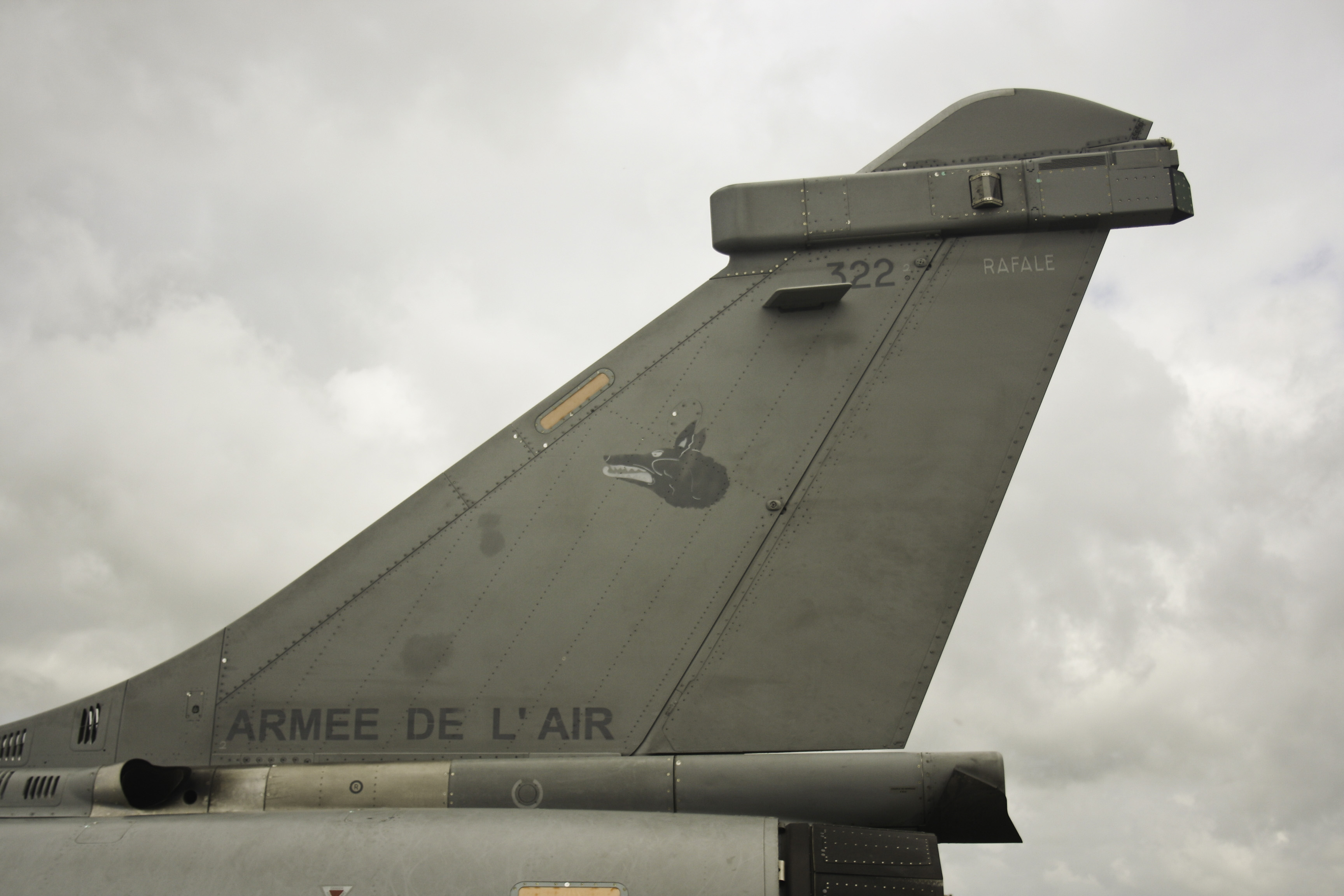
Rafale B322 du 1/91 Gascogne porteur de l'insigne de la SPA79

L'escadron est reformé le 1er septembre 2008 sur la BA113. Il est équipé de Rafale et est intégré aux forces aériennes stratégiques.
L'escadron de chasse 1/91 Gascogne est crédité de 120 bombes larguées en 368 missions en Libye lors de l'opération Harmattan.
Du 31 août 2015  au 18 septembre 2015, quinze Rafale du 1/7 Provence, du 2/30 Normandie-Niemen et du 1/91 Gascogne ont été déployés sur la BA126 Solenzara pour une campagne de tir air-air.

## Opération Tamouré
Le 10 mai 1966, à 9 heures locales, un Mirage IV et un C-135 décollent de Mont-de-Marsan. Ils se posent 7 h 40 après à Boston-Otis. Après escale à Sacramento et Honolulu, ils rejoignent la base de Hao.
Un deuxième Mirage IV est acheminé, par voie maritime, vers Hao. Les deux appareils sont mis en condition opérationnelle. Le premier Mirage IV est endommagé lors d’un atterrissage court.
Le 19 juillet 1966, le second Mirage IV prend l’alerte à 0 heure. L’autorisation de tir ayant été donnée, l’explosion de la première bombe atomique, AN-22, tirée depuis un Mirage IV, a lieu à 5 h 5 locales, soit 16 h 5 à Paris.
Le 25 juillet, le Mirage IV et le C-135F quittaient Hao par le même itinéraire et se posaient de nuit, le 28 juillet à Mont-de-Marsan.

## Récompenses et décorations du gascogne
Pour la Grande Guerre :
- SAL28 : une citation à l’ordre de l’armée, une citation à l’ordre de la division ;
- SPA 79 : aucune citation ;
- BR 66 : quatre citations à l'ordre de l'armée et port de la fourragère aux couleurs de la médaille militaire ;
- SPA 37 : une citation à l'ordre de l'armée.

Pour la Seconde Guerre mondiale :
- GBM I/19 GASCOGNE a obtenu au cours de la seconde campagne de France deux citations à l’ordre de l’armée et la fourragère aux couleurs du ruban de la croix de guerre.

Pour la Guerre d’Indochine :
- GB I/19 GASCOGNE a obtenu six citations à l’ordre de l’armée et la fourragère aux couleurs du ruban de la Légion d'honneur avec une olive aux couleurs du ruban de la croix de guerre des Théâtres d'opérations extérieurs.

Pour l’opération Trident (Balkans, 1999) :
- ERS 1/91 GASCOGNE a obtenu une citation à l’ordre de la brigade aérienne au titre des TOE.

Pour l'opération Harmattan puis Unified protector (2011) :
- EC 1/91 Gascogne a obtenu une citation comportant l’attribution de la Croix de la Valeur militaire avec palme bronze[8].

Pour l'opération Serval (2013) :  
- EC 1/91 Gascogne a obtenu une citation comportant l’attribution de la Croix de la Valeur militaire avec palme bronze.

Pour l’opération Chammal (2014) :
- EC 1/4 Gascogne a obtenu une citation comportant l’attribution de la Croix de la Valeur militaire avec palme bronze.

Au 1er janvier 2016, le fanion de l'escadron de chasse Gascogne est donc porteur de :
- Croix de guerre 1939-1945 avec deux palmes de bronze ;
- Croix de guerre des Théâtres d'opérations extérieures avec une palme d’argent (reprenant 5 palmes de bronze), une palme de bronze et une étoile de bronze ;
- Croix de la valeur militaire avec trois palmes de bronze.

## Escadrilles

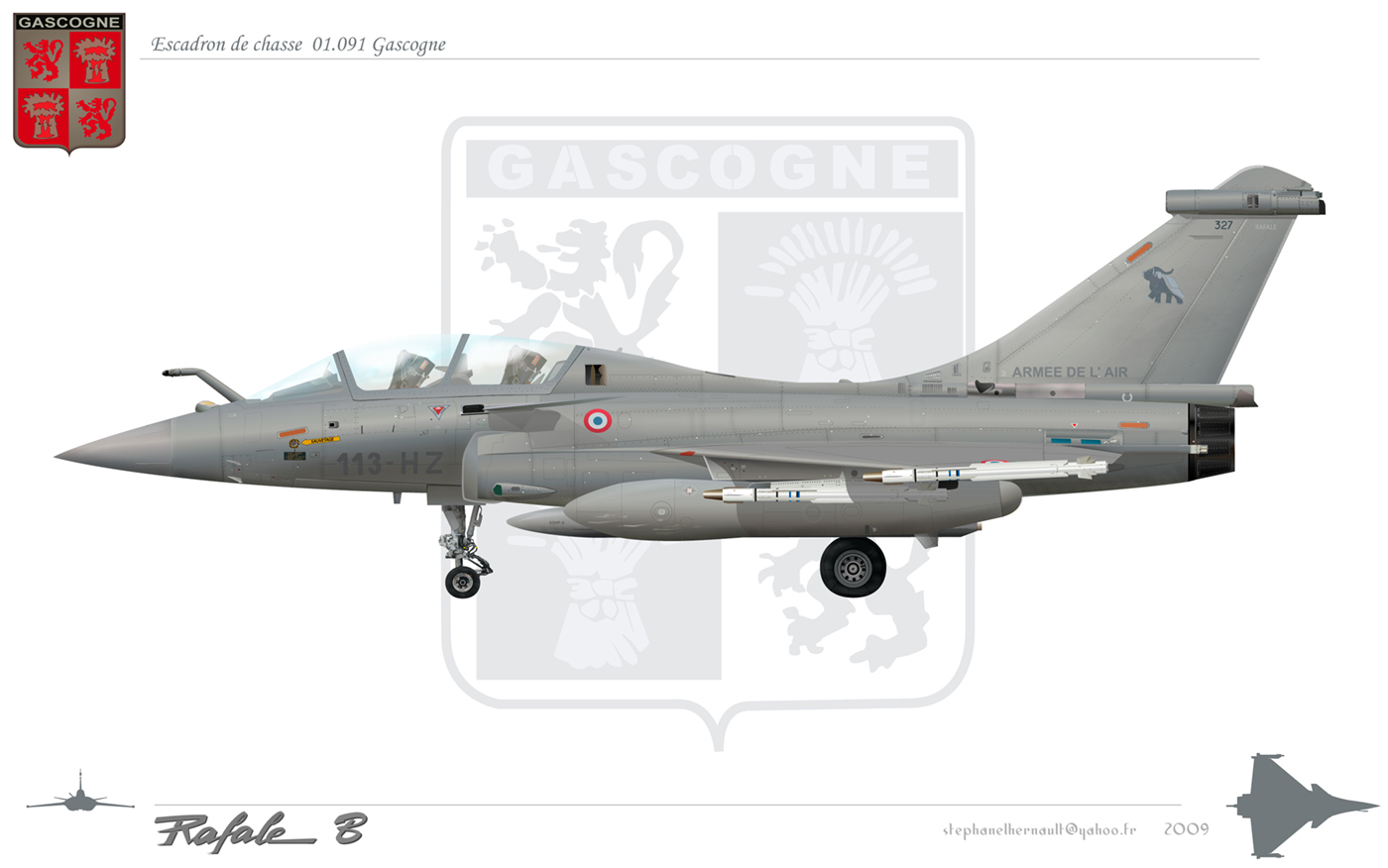
Rafale B escadron Gascogne équipé du missile ASMPA.

### Escadrille «Salmson 28»

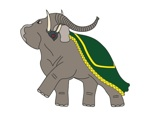
Escadrille Salmson 28

L'escadrille 28 est créée le 1er septembre 1914 au Camp retranché de Paris, sur Farman MF.11. Elle prend l’appellation HF 28. Engagée dans les combats de Picardie, elle est créditée d'une première victoire aérienne le 24 octobre. L'escadrille revient sur Saint-Cyr le 8 janvier 1915 pour y être équipée de Caudron G3. Elle prend le nom d'escadrille C 28.
En 1917, elle commence à percevoir les Sopwith 1½ Strutter construits par la France et devient la SOP 28. Le 31 août 1917, elle est citée à l’ordre de la division pour avoir accompli, avec audace, d’importantes missions de reconnaissance, de réglage et d’accompagnement de l’infanterie.
Le 26 janvier 1918, elle prend l’appellation de SAL 28, opérant alors sur Salmson 2. Elle est escadrille d’observation au 2e corps d’armée. Le 31 janvier, elle est à nouveau citée, à l’ordre de l’Armée cette fois, pour sa participation à la bataille de Verdun. Elle est engagée dans les combats de la Somme, de Lorraine et en Argonne.
Durant son existence, elle a acquis 7 victoires aériennes homologuées (et 2 non homologuées) sur les Allemands. 18 pilotes et observateurs ont perdu la vie en opération. Treize ont été blessés. Deux ont été faits prisonniers.
Elle est dissoute en juillet 1919 à Saint-Mihiel.
Symbolique
Fin 1917, l’escadrille 28 choisit comme insigne un éléphant qui sera peint sous 3 modèles différents dont l’un, inspiré de la publicité du papier à cigarette « le Nil » représentant un éléphant à la tête détournée, fut dessinée par le lieutenant Asnard, pilote et peintre.
Récompenses et décorations SAL28
- 1 citation à l’ordre de l’armée
- 1 citation à l’ordre de la division
- Croix de guerre 1914-1918 avec une palme de bronze et une étoile d’argent

### Escadrille «SPA 79»

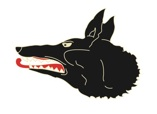
Insigne de l'escadrille SPA 79

Constituée au cours du mois de novembre 1916, l’escadrille no 79 fut d’abord équipée de Nieuport biplaces et monoplaces, d’où son appellation initiale de N 79. Elle conserva ce type d’appareil pendant près de deux ans avant de percevoir des SPAD 7 et SPAD 13, devenant la SPA 79 le 19 janvier 1918. À partir de cette date l’escadrille se déplace fréquemment. Elle effectua de nombreuses patrouilles de chasse et de protection ainsi que des missions de reconnaissance photographique et de mitraillage des tranchées, des colonnes et des convois de l’ennemi.
À l’armistice, elle aura à son palmarès 8 victoires aériennes homologuées, dont 7 contre des avions et 1 contre un Drachen.
Elle est dissoute le 12 mars 1919.
Symbolique
L’insigne de l’escadrille 79 représente une tête de loup, soit noire, soit brune.

### Escadrille «BR 66»

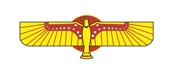
Escadrille BR66

Le choix s’est porté sur l’escadrille la plus titrée du GUYENNE, la BR 66 (faucon égyptien).
Créée officiellement le 15 octobre 1915, l’escadrille C 66 utilise des Caudron G.4. À partir de 1916, l’escadrille reçoit des Sopwith et porte le nom de SOP 66. En octobre 1917, elle devient la BR 66 avec l’arrivée des Breguet 14 B2.
La BR 66 est une escadrille au passé prestigieux : elle est titulaire de quatre citations à l’ordre de l’armée au titre de la Grande Guerre, octroyant le port de la fourragère aux couleurs de la médaille militaire.
La BR 66 comptabilise 10 victoires aériennes homologuées.
Symbolique
Un fanion tricolore est tout d’abord peint sur les fuseaux moteur des Caudron, la partie unicolore gauche de ce marquage variant en fonction des équipages. Le capitaine de Kerillis, commandant la SOP 66, choisit en mars 1916, comme insigne un faucon égyptien vu de face, ailes déployées, placé quelquefois sur un soleil, le tout dessiné par le Sergent Rapin, pilote à l’escadrille.

### Escadrille «SPA 37»
Escadrille de reconnaissance constituée le 23 janvier 1915 à Châteaufort sous le commandement du Capitaine Quillien et équipée de Morane-Saulnier Parasol. Mise à la disposition de la IIIe armée en février 1915, elle opère sur l’Argonne depuis Sainte-Menehould. Elle reçoit ses premiers Nieuport à partir de juillet 1915, passe de dix à douze pilotes et participe à l’offensive de Champagne.
Rebaptisée N 37 le 20 septembre 1915, elle quitte le terrain de Pierrefitte pour Melette et à partir de 1916 participe aux opérations à Verdun. Début avril 1916 le Capitaine Quillien est abattu et remplacé par le Capitaine Feierstein, alors que les premiers Nieuport 11 « Bébé » arrivent, transformant la N 37 en escadrille de combat offensif. Le 2 juillet l’escadrille 37 est mise à la disposition de la VIe armée sur le front de la Somme et déménage pour Cachy. Simultanément elle est intégrée au Groupe de combat GC 12. Elle perd 13 pilotes durant cette année 1916.
Repassée sous contrôle de la IIIe armée, elle fait mouvement sur Plessis le 25 janvier 1917, rejoignant le GC 13 qu’elle abandonne le 7 mars pour le GC 15 et le terrain de La Cheppe, mise à la disposition de la IVe armée. Elle perçoit alors ses premiers SPAD et, pour singulariser les avions de son escadrille au sein du GC 15, le capitaine Feierstein décide de remplacer les lettres individuelles blanches peintes dans un cercle blanc sur les flancs des Nieuport par un Condor en vol. Ce volatile changera plusieurs fois de forme et de couleur, mais l’escadrille devient rapidement celle des “Charognards”.
Après avoir participé aux opérations en Champagne, l'escadrille SPA 37 (depuis mai 1917) opère sur le front de Verdun du 26 juillet 1917 au 10 février 1918. Le capitaine de Bonnevay, qui en a pris le commandement le 20 décembre 1917, est remplacé le 5 février 1918 par le capitaine Paumier. Quelques jours plus tard l’escadrille gagne Beauzée et est engagée dans les opérations destinées à contenir la nouvelle offensive allemande dans l’Aisne et la Somme. Le 29 mai 1918 elle fait mouvement sur Raray, où un bombardement fait trois victimes, dont le capitaine Paumier. Il est remplacé par le capitaine Poupon alors que les pilotes font la chasse au Drachen dans le secteur du Chemin des Dames.
Repliée sur Roissy-en-France pour réorganisation, elle est à nouveau en Champagne en juin et juillet 1918 (IVe armée), puis sur la Marne et sur le front nord-est en septembre (Xe armée). Stationnée à Nancy-Ochey elle soutient enfin la VIe armée américaine durant les offensives sur Saint-Mihiel et la Meuse.
Repliée à Melette le 11 novembre 1918, l'escadrille SPA 37 revendique 85 victoires, dont 50 homologuées. Durant la guerre elle a compté dans ses rangs le lieutenant Bernard Barny de Romanet (18 victoires dont 10 à l’escadrille), le sous-lieutenant Fernand Guyou (12 victoires), le capitaine Poupon (8 victoires), le sergent Coupillaud (6 victoires) et le sous-lieutenant Lienhart (6 victoires), mais aussi un pilote de nationalité chinoise, le sergent Étienne Tsu.
Le lendemain de l’Armistice la 37e escadrille passe à Gondreville, puis à Azelot le 8 décembre. Le 1er janvier 1920 elle devient 2e escadrille du 1er régiment aérien de chasse de Thionville (Ier groupe). Elle est alors entièrement équipée de SPAD S.XIII.
Devenue 5e escadrille du 33e régiment aérien mixte de Mayence (IIe groupe) le 1er juin 1924 après rééquipement sur Nieuport NiD.29 puis 8e escadrille (IIIe groupe) du 3e régiment aérien de chasse de Châteauroux le 1er juillet 1930, il fut rééquipé sur Nieuport NiD.62 avant de devenir la 4e escadrille du GC II/3 le 19 septembre 1933. Son histoire se confond alors avec celle de ce groupe.
Le 1er juillet 1947 le Groupe de chasse II/3 est dissous, remplacé par le Groupe de chasse 1/4 Dauphiné. Le Dauphiné est dissout en juillet 2010.
Le 25 juin 2012 l'escadrille renaît au 01.091 "Gascogne" sur la base aérienne 113 Saint-Dizier-Robinson.

## Appellations
- Groupe de Bombardement II/19 : 1er avril 1937 - 1er septembre 1940
- Groupe de Bombardement Léger I/19 : 1er septembre 1940 - 21 février 1944
- Groupe de Bombardement Moyen I/19 : 21 février 1944 - avril 1946
- Groupe de Bombardement I/19 Gascogne : janvier 1951 - 1er novembre 1955
- Groupe de Bombardement 1/91 Gascogne : 1er septembre 1956 - 17 septembre 1962
- Escadron de Bombardement 1/91 Gascogne : 1er juin 1964 - 1er juillet 1996
- Escadron de Reconnaissance Stratégique 1/91 Gascogne : 1er juillet 1996 - 23 juin 2005
- Escadron de Chasse 1/91 Gascogne : 31 mars 2009 - 1er septembre 2016
- Escadron de Chasse 1/4 Gascogne : Depuis le 1er septembre 2016

## Bases
- Base aérienne 193 Tourane (1951-1955)
- Base aérienne 213 Bône (1956-1962)
- Base aérienne 106 Bordeaux-Mérignac (1962)
- Base aérienne 118 Mont-de-Marsan (1964-2005)
- Base aérienne 113 Saint-Dizier-Robinson (Depuis 2009)

## Appareils
- Martin B-26 Marauder (1944-1946)
- Douglas A-26 Invader (1951-1962)
- Dassault Mirage IVA puis IVP (1964-2005)
- Dassault Rafale B (Depuis 2009)

## Culture populaire
Dans l'album Opération Opium de la série de bande dessinée Les Aventures de Tanguy et Laverdure, les héros sont affectés sur Mirage IVP au sein de l'escadron de Reconnaissance Stratégique 1/91 Gascogne où ils devront effectuer des missions de reconnaissance au-dessus de l'Afghanistan.